# Islamische Ethik
Als islamische Ethik lassen sich unterschiedliche Konzeptionen bezeichnen, die in Geschichte und Gegenwart durch islamisch geprägte religiöse Lehrer, Juristen und Philosophen vertreten wurden. Sie gehen mehr oder weniger vom Koran, den Hadithen und anderen Traditionen aus.